# Jezero (přírodní rezervace)
PR Jezero je přírodní rezervace o ploše 7,09 ha v katastrálním území Dublovice v okrese Příbram. Hlavním předmětem ochrany je rybník s bohatým výskytem vzácných a zvláště ohrožených druhů hmyzu, obojživelníků, plazů a ptáků. Je to též významné hnízdiště ptactva.

## Fauna a flora
Vodní plocha je lemována rákosinami, ve kterých se uplatňuje orobinec (Typha sp.), rákos obecný (Phragmites australis) a zblochan vodní (Glyceria maxima). Mezi zvláště chráněné druhy ptáků, které zde byly pozorovány, patří např. chřástal vodní (Rallus aquticus), čírka modrá (Anas guerguedula) a žluva hajní (Oriolus oriolus). V okolí rezervace bylo zaznamenáno hnízdění motáka lužního (Circus pygargus), luňáka červeného (Milvus milvus) a krahujce obecného (Accipiter nisus).

## Historie
Přírodní rezervace Jezero byla vyhlášena roku 2002. K zabezpečení území před rušivými vlivy z okolí je stanoveno ochranné pásmo do vzdálenosti 50 m od hranic přírodní rezervace. V terénu je území vymezeno červeným pruhovým značením a tabulemi s malým státním znakem České republiky. Vstup je povolen pouze po značených cestách.

## Ochrana
Na celém území rezervace je zakázáno hospodařit způsobem vyžadujícím intenzivní technologie, prostředky a činnosti, které mohou způsobit změny v biologické diverzitě (rozmanitosti), struktuře a funkci ekosystému, používat biocidy, povolovat a stavět nové objekty, povolovat nebo záměrně rozšiřovat geograficky nepůvodní druhy a sbírat či odchytávat rostliny a živočichy (kromě výkonu myslivosti a rybaření).

## Zákon o ochraně
Státní správu v přírodní rezervaci vykonává podle zákona č. 114/1992 Sb., o ochraně přírody a krajiny, Středočeský kraj.

## Galerie

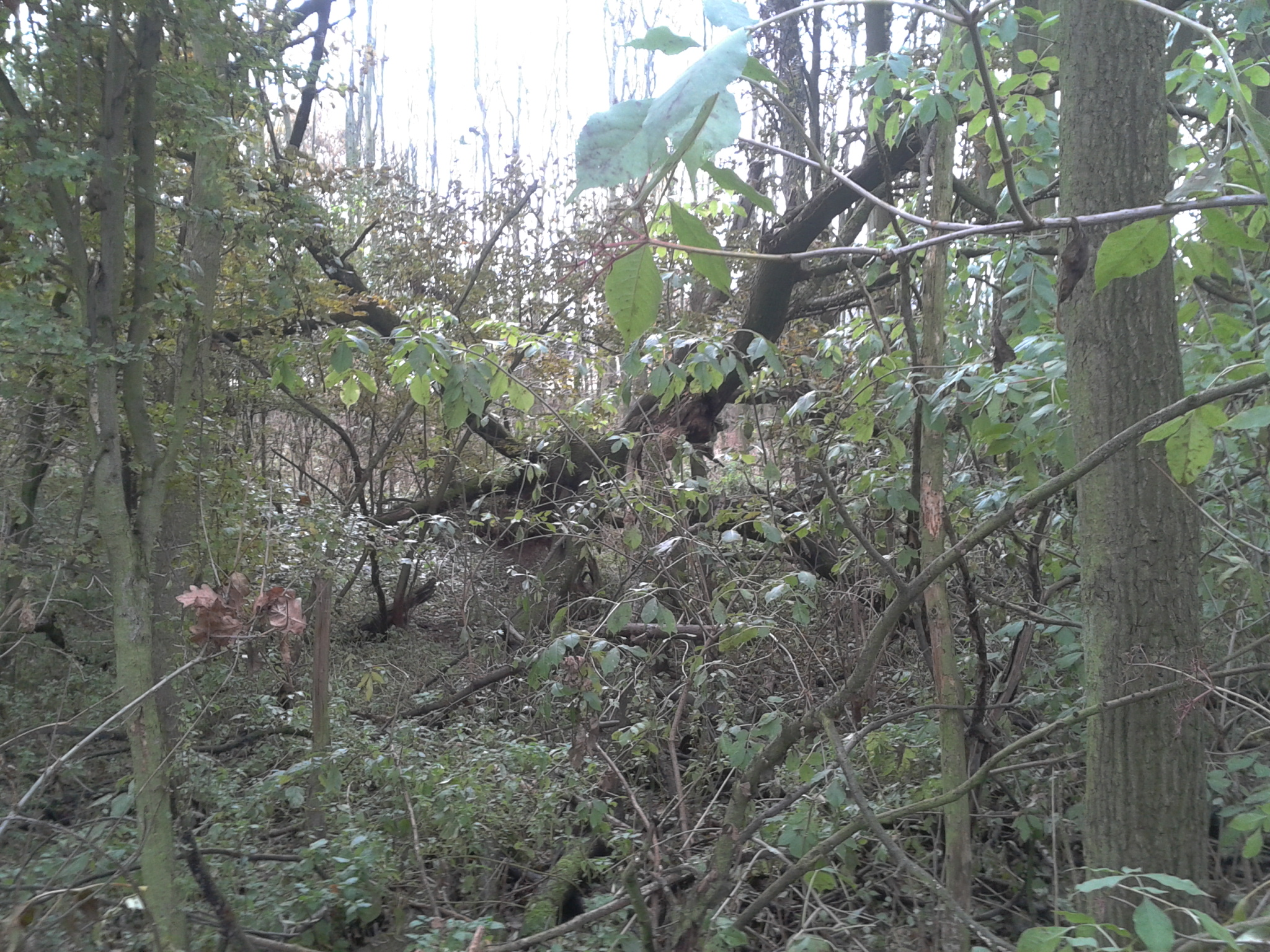
PR Jezero
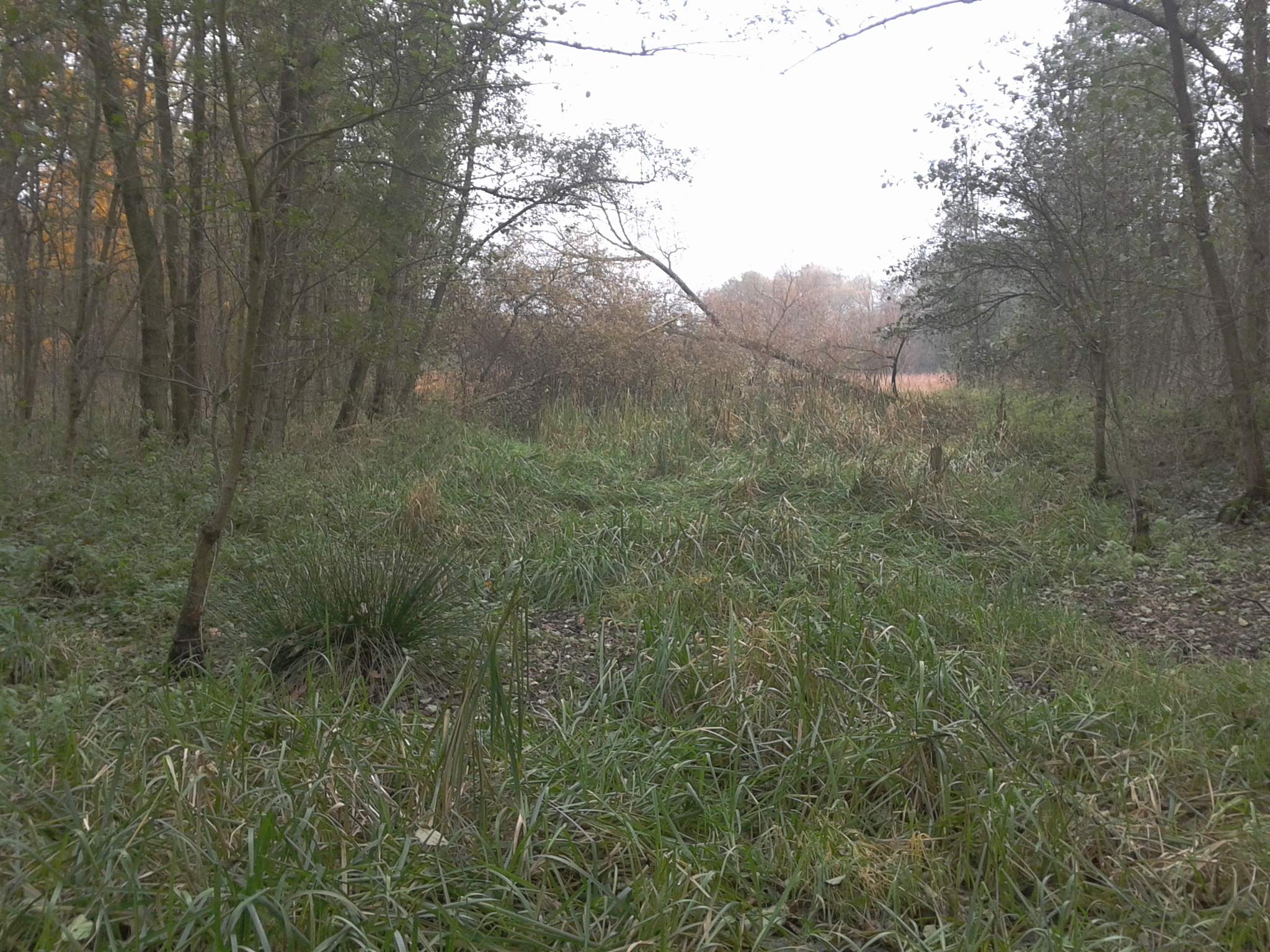
PR Jezero
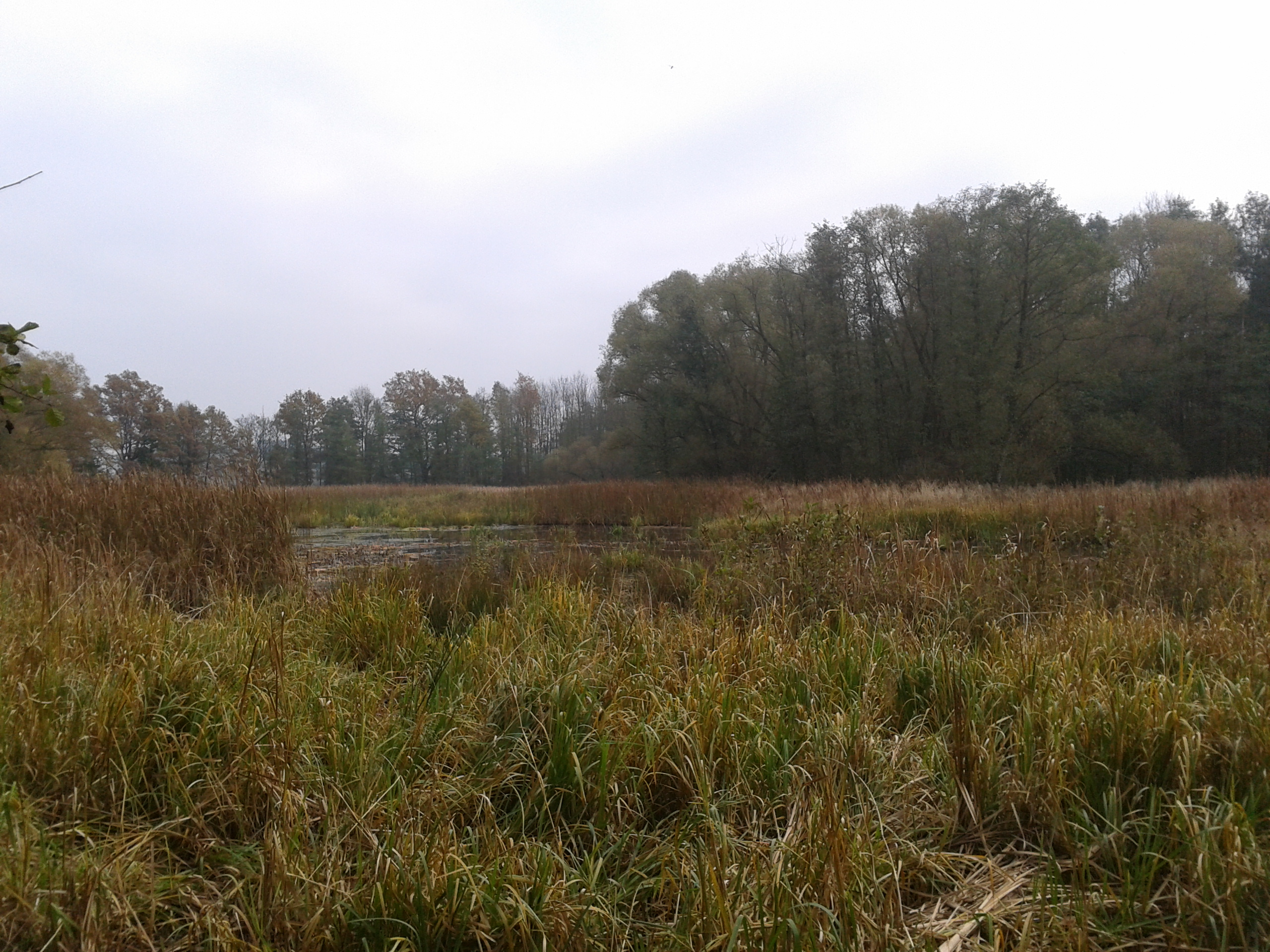
PR Jezero
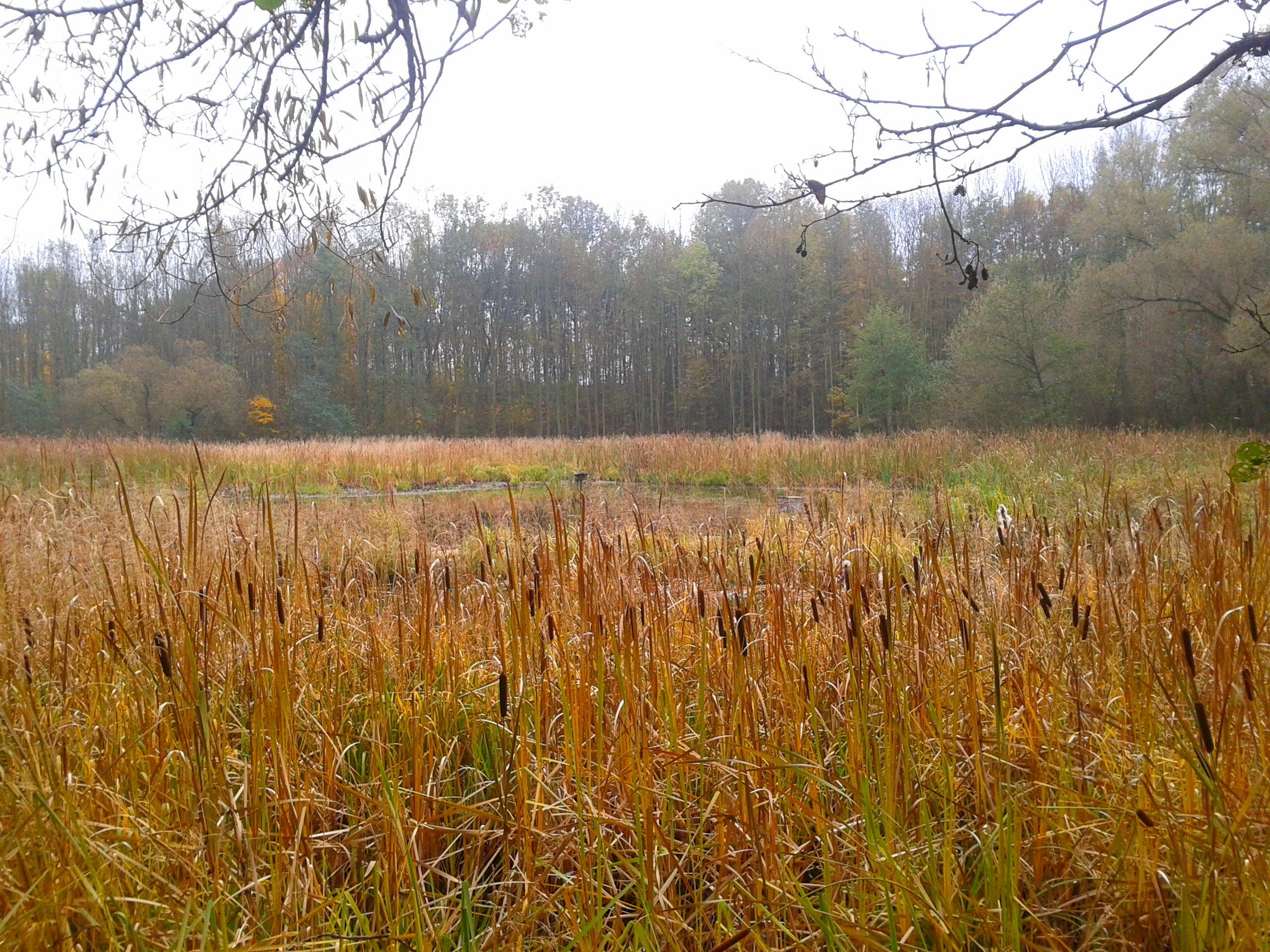
PR Jezero
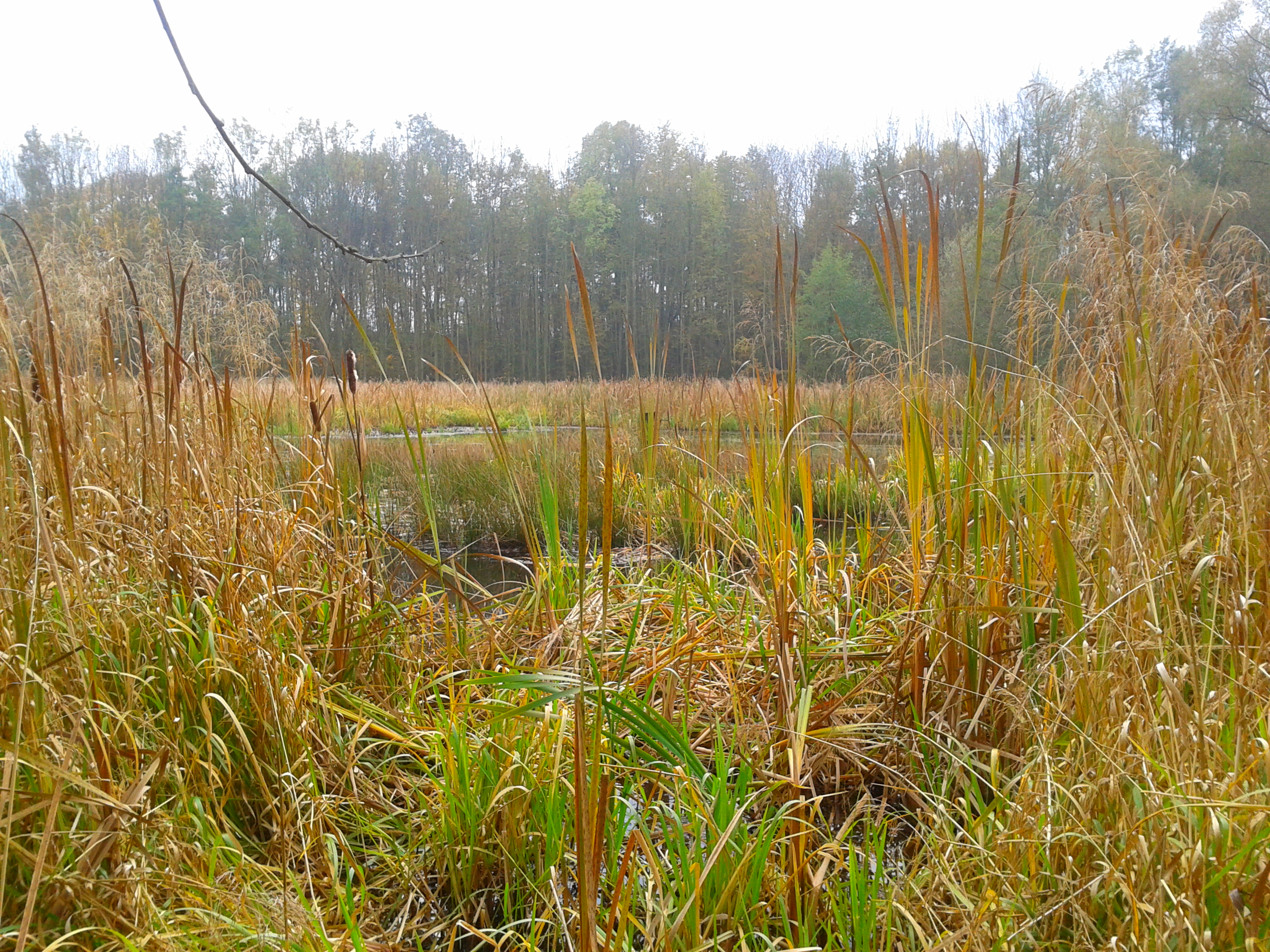
PR Jezero